# Кошмар на улице Вязов (комиксы Wildstorm)
«Кошмар на улице Вязов» (англ. A Nightmare On Elm Street) — серия американских комиксов, созданная творческой командой художников и сценаристов издательства «WildStorm» на основе образов и героев киносериала «Кошмар на улице вязов», созданного Уэсом Крэйвеном при участии киностудии «New Line Cinema». Сюжет историй был написан автором Чаком Диксоном (англ. Chuck Dixon).
Ранее правами на выпуск комиксов по мотивам фильмов обладало издательство «Avatar Press», выпустившее в 2005—2006 пять выпусков журналов о Фредди Крюгере.

## Персонажи
- Джейд Линн Арнстрам (англ. Jade Lynn Arnstrum) — главная героиня, школьница, которая видит Фредди Крюгера в своих кошмарах.
- Брэдли Ли Арнстрам (англ. Bradley Arnstrum) — брат Джейд, сгоревший в своём сне. После смерти юноши, Джейд начинает подозревать, что в городе творится что-то неладное.
- Генерал Арнстрам (англ. General Arnstrum) — отец Джейд и Брэдли, военный. Из-за своей карьеры вынужден переезжать с места на место вместе с детьми. Жена умерла пять лет назад.
- Лэйси Пауэлл (англ. lacey Powell) — маленькая девочка, которую видит Джейд в своих снах. Выясняется, что она находится в коме в ожидании трансплантации сердца.
- Кайли (англ. Kaylee) — подруга Джейд, рассказавшая девушке историю Крюгера.
- Детектив Картер (англ. Detective Carter) — агент ФБР, расследующий смерть подростков в Спрингвуде.
- Бренди Шоуалтер (англ. Brandy Showalter) — соседка Арнструмов, первая жертва Крюгера в этой серии комиксов.
- «Кусок мяса» (англ. «Meat») — пренебрежительное прозвище подростка, которому Крюгер приказал убить Лэйси. Настоящее имя персонажа не упоминается.
- Мистер и миссис Пауэлл (англ. Mr. & Mrs. Powell) — родители Лэйси, вызвавшие полицию, когда их дочь сказала, что её собираются убить.

## Сюжет
| # | Название                    | В оригинале                | Релиз        | Обложка                                                                |
| --- | --------------------------- | -------------------------- | ------------ | ---------------------------------------------------------------------- |
| |                             |                            |              |                                                                        |
| 1 | «Война Фредди, Часть 1»     | Freddy’s War, Part 1       | декабрь 2006 | Тони Харрис, Джим Кларк, Джей. Ди Меттлер, Тим Брэдстрит и Грант Голиш |
| Семья Арнструм переезжает в тихий городок Спринвуд. Это просто райский семейный уголок. Но как только наступает ночь, город раскрывает свой самый страшный секрет — у города есть своя легенда, ночной кошмар, имя которому Фредди Крюгер. В день переезда у Арнструмов погибает соседка, школьница по имени Бренди. Тогда же Джейд, дочь генерала Арнструма, впервые видит маленькую девочку. Джейд обеспокоена, её начинают мучить ночные кошмары. Вскоре в одном из снов она видит смерть своего брата Брэда, сгоревшего заживо в своей комнате. Власти уверены, что это очередное самоубийство. Однако Джейд понимает, что сны таят в себе опасность. Девушка знакомится с Кайли, которая рассказывает о том, что произошло много лет назад с Фредди Крюгером, а Джейд полна решимости найти таинственную девочку. После нападения Крюгера, Джейд рассказывает о своих догадках отцу.                                                                   |                             |                            |              |                                                                        |
| |                             |                            |              |                                                                        |
| 2 | «Война Фредди, Часть 2»     | Freddy’s War, Part 2       | январь 2007  | Тони Харрис, Джим Кларк и Джей. Ди Меттлер                             |
| Отец Джейд рассказывает о специальной методике контроля сновидений, которой его обучили в армии. Позже девушка решает отправиться в мир снов, и просит свою новую подругу Кайли последить за ней и разбудить, если та почувствует, что ей грозит опасность. Однако Кайли сама засыпает и оказывается во сне, в котором на неё нападает Крюгер. Проснувшись, девушки видит окровавленную, но ещё живую Кайли. Джейд находится под подозрением, но вместе с отцом едет в больницу. Там она случайно находит палату, в которой лежит та самая девочка из её снов — Лэйси находится искусственной в коме и ждёт появления донора сердца. Сидя в коридоре, Джейд и её отец заспыают, и оказываются вместе в одном сне, где пытаются сопротивляться Крюгеру. |                             |                            |              |                                                                        |
| |                             |                            |              |                                                                        |
| 3 | «Война Фредди, Часть 3»     | Freddy’s War, Part 3       | февраль 2007 | Тони Харрис, Джим Кларк и Джей. Ди Меттлер                             |
| Во сне разыгрывается настоящая война, в ходе которой Джейд и её отец борются за свои жизни, а, возможно, и за судьбу подростков Спрингвуда. Между тем, сотрудники больницы видят раны, появляющиеся на телах спящих отца и дочери. Их отвозят в реанимацию, и вскоре мистер Арнструм приходит в себя, и Джейд остаётся один на один с Крюгером. Девушка погибает, но её успевают спасти врачи, которые пересаживают сердце Джейд малышке Лэйси. |                             |                            |              |                                                                        |
| |                             |                            |              |                                                                        |
| 4 | —                           | —                          | март 2007    | Бен Оливер                                                             |
| Видит ли сам Повелитель снов сновидения? Крюгер озадачен — ему снится девочка, малютка Лэйси Пауэлл, которой каким-то невероятным способом удаётся контролировать свои и его сны, и девочка неизменно одерживает вверх над маньяком. Тогда Крюгер решает действовать иначе — он приказывает одной из своих жертв, юноше-подростку, найти девочку. Тогда юноша пытается найти девочку через телефонный справочник, но поиски ни к чему не приводят. Затем он выдаёт себя за рассыльного цветов и выясняется адрес девочки в больнице, где она лежали до пересадки ей сердца Джейд. Юноша появляется на пороге дома Пауэллов, и вызывает подозрения матери Лэйси. Той же ночью, Крюгер приказывает убить девочку. Лэйси узнаёт об этом, и говорит своим родителям, что её хотят убить. Родители девочки вызывают полицейских, и застав юношу рядом с домом Пауэллом, вынуждены открыть огонь. Мальчик погибает, а семья Пауэллов решает уехать из Спрингвуда. |                             |                            |              |                                                                        |
| |                             |                            |              |                                                                        |
| 5 | «Демон Сновидений, Часть 1» | The Demon Of Sleep, Part 1 | апрель 2007  | Бен Оливер                                                             |
| Группа подростков находит таинственный манускрипт ацтеков, в котором говорится о существовании великого демона снов! Монстр, наделённый безграничной властью! Неужели Фредди наконец встретил достойного соперника? |                             |                            |              |                                                                        |
| |                             |                            |              |                                                                        |
| 6 | «Демон Сновидений, Часть 2» | The Demon Of Sleep, Part 2 | май 2007     | Бен Оливер                                                             |
| Ребята решают воскресить демона, но для этого нужно осуществить соответственный ритуал! Вскоре они узнают страшный секрет — чтобы оживить демона нужна одна человеческая жертва! |                             |                            |              |                                                                        |
| |                             |                            |              |                                                                        |
| 7 | «Демон Сновидений, Часть 3» | The Demon Of Sleep, Part 3 | июнь 2007    | Кевин Уэст и Джонни Ренч                                               |
| Настало время решающей битвы между двумя Повелителями снов. Но кого нужно бояться ребятам — сражающихся монстров, или самих себя? |                             |                            |              |                                                                        |
| |                             |                            |              |                                                                        |
| 8 | «Двойная смена»             | Double Shift               | август 2007  | Кевин Уэст и Джонни Ренч                                               |
| Что может быть ужасней опасного мира снов Фредди Крюгера? Работать в двойную смену в кафетерии! Но когда два кошмара пересекутся, остановить их будет невозможно… |                             |                            |              |                                                                        |
| |                             |                            |              |                                                                        |

## Интересные факты
- Серия содержит множество нецензурных слов, а также изображения обнажённой натуры.

- В одном из выпусков говорится, что Крюгер был убит 40 лет назад.

- В расхождение с мифологией фильмов, в комиксах говорится, что Крюгер работал школьным сторожем, а не сторожем котельной.

- В комиксах говорится, что Крюгер насиловал детей, иногда уже после их смерти. В фильмах маньяк никогда в открытую не назывался педофилом, хотя Уэс Крейвен неоднократно подтверждал, что это подразумевалось[13].

- В первом выпуске среднее имя Брэдли — Ли (англ. Lee), однако во втором и третьем выпусках на могильной плите стоит имя Стивен (англ. Stephen).

## New Line Cinema’s Tales Of Horrors
Также в 2007 году «WildStorm» издала специальный выпуск под названием «New Line Cinema’s Tales Of Horrors», в него вошли две истории: «Торговец безнопилами из Техаса» (англ. The Texas Chainsaw Salesman) из вселенной «Техасской резни бензопилой» и «Имитатор» (англ. Copycat) о Фредди Крюгере. По сюжету внимание Фредди привлекает маньяк по имени Отис Эмерсон, орудующий в Спрингвуде — местные жители уверены, что это Фредди Крюгер, так как убийца имитирует его действия.

## Отзывы критиков
Джимми Кэлловэй с сайта PopMatter отметил, что «несмотря на структуру-клише любого хоррор-произведения», автор серии Чак Диксон «сумел разбавить основной сюжет интригующими второстепенными линиями», отметив необычные для франшизы повороты сюжета, в которых «впервые появляется взрослый персонаж, который не просто верит правде, но и становится участником происходящих событий». Также он назвал сюжет четвёртого выпуска, в котором Крюгер становится беззащитным в мире снов перед маленькой девочкой, «настолько очевидным, что становится странно, как его до сих пор не использовали» в фильмах или других комиксах. В целом Кэлловэй дал положительную оценку серии и выразил сожаление относительно её отмены.
Сун Ван с сайта The Comic Shop отметил, что «первый выпуск получился довольно вялым — за исключением некоторых кровавых сцен — и не вызывающим желание читать продолжение».